# Mandulis

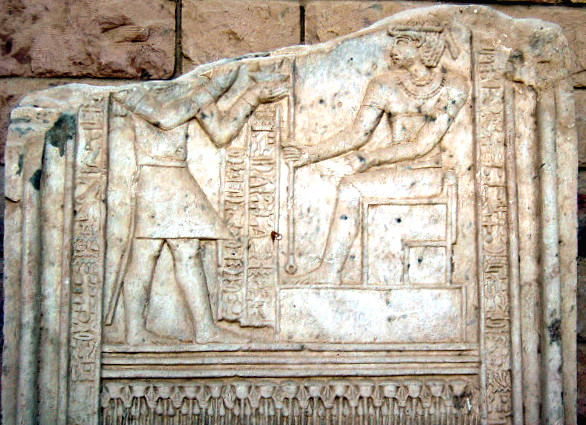
Farao brengt Mandulis (zittend rechts) eregaven: Reliëf Museum van Aswan

Mandulis was in de Egyptische mythologie een Nubische weergod en zonnegod. Een cultus voor deze godheid werd ook in het Oude Egypte op Philae aangetroffen.
Vaak werd Mandulis afgebeeld als een valk of ook als een man met hangborsten, en met een Atefkroon op het hoofd.

## Mythologie
Er was een bijzondere relatie tussen Mandulis en Isis, aan wie in Philae een van haar belangrijkste tempels was toegewijd. De Griekse historicus Strabo maakte hier reeds melding van: Naast Isis vereerde men in Philae een grote bonte valk als beeld van de ziel van Horus en Ra die uit Ethiopië zou zijn komen aanvliegen. Hiermee wordt mogelijk Mandulis bedoeld.

## Verering
De Kalabshatempel was de voornaamste cultusplaats van Mandulis. Hij werd daar ook als jonge god met jeugdige lokken voorgesteld. Bij de jaarlijkse vaart over de Nijl van het cultusbeeld van Isis vanuit Philae door Nubië bezocht deze regelmatig de tempel van Mandulis.
Farao Ptolemaeus VIII Euergetes II en zijn twee koninginnen Cleopatra "de zuster" en Cleopatra "de gemalin" breidden de Kalabschatempel uit ten voordele van de plaatselijke "Heerser van de Hemel, Zonnegod en zoon van Zeus" Horus, Mandulis. Keizer Augustus liet de tempel vernieuwen en er een groot aantal van de reliëfs in aanbrengen. Vele daarvan tonen hem bij het offeren aan Mandulis, Isis en andere godheden.